# Мамонтов Сергій Іванович
Сергі́й Іва́нович Ма́монтов (3 лютого 1898, Москва, Російська імперія — 3 березня 1987, Канни, Французька республіка) — учасник Першої світової та Громадянської війни в Російській імперії (в тому числі і на теренах України), артилерист кінної артилерії Добровольчій армії, поручик, затятий контрреволюціонер.

## Життєпис
Представник купецького роду Мамонтових. Відомий меценат Сава Мамонтов приходився братом діду Сергія Івановича.
В 1917 році Сергій Мамонтов завершив навчання у Костянтинівському артилерійському училищі. У Першій Світовій війні він брав участь у званні прапорщика 64-ї артилерійської бригади. Після Жовтневого перевороту 1917 року вступив до лав Добровольчої армії (серпень 1918), де спочатку воював у складі Першої кінно-гірської батареї, а з квітня 1919 року — у складі Дроздовської артилерійської бригади. Кінець війни зустрів у званні поручика в Галіполійському стані.
Коли стало зрозуміло, що війна білогвардійцями програна, переїхав до Парижа, а звідти дістався Берліна. У столиці Німеччини Сергій Мамонтов вступив до Вищого технічного училища архітектури. Після завершення навчання працював у місті архітектором. Під час Другої світової війни врятувався від радянської армії, що вступила до Берліна, втечею в Тіроль.
Завдяки листуванню з давнім бойовим товаришем йому вдалося виїхати до Центральноафриканської Республіки, де він мешкав протягом 15 років. У цей період свого життя він працював на сизальному підприємстві, згодом заклав власну кавову плантацію. В 1962 році за наказом президента Дако був заарештований і перебував в ув'язненні. Приводом для арешту стала гумористична стаття, надрукована в Америці. Після падіння Дако і встановлення режиму імператора Бокасси був випущений із в'язниці (цьому посприяло безпосереднє втручання французького консула), але висланий із країни.
Останні роки свого життя провів на півдні Франції, де спочатку жив у Валансі, а згодом у Каннах. У цей час він продовжував працювати архітектором і скульптором, а також займався письменницькою діяльністю. Його твори носили переважно мемуарний характер. З них найбільш відомі цикл статей в газеті «Новое Русское Слово» за 1973—1975 роки, в яких він згадує життя в Центральній Африці, та книга «Походы и кони» (також видавалася під назвою «Не судимы будем»), у якій він описує свій військовий досвід.
Сергій Мамонтов товаришував з відомими діячами науки та мистецтва. Серед його друзів були біолог М. В. Тимофєєв-Ресовський, художник О. О. Цингер, філолог та колекціонер Рене Герра.
Похований на заміському кладовищі Канн у спільній могилі.